# أولاد الحاج (شرفاء مدغرة)
أولاد الحاج هي إحدى مشيخات المملكة المغربية، تتبع جغرافيا لإقليم الرشيدية وإداريًا لشرفاء مدغرة. يقدر عدد سكانها بـ 20835 نسمة حسب الإحصاء الرسمي للسكان والسكنى لسنة 2004.